# ستيفن إيفانز
ستيفن إيفانز (بالإنجليزية: Steven Evans)‏ (19 سبتمبر 1991 ببورتلاند في الولايات المتحدة - ) هو لاعب كرة قدم أمريكي في مركز الوسط. شارك مع منتخب الولايات المتحدة تحت 20 سنة لكرة القدم. أما مع النوادي، فقد لعب مع بورتلاند تمبرز وبروتلاند تمبرز 2 وCapital FC ‏ ونادي ساكارامينتو ريببلك.

## وصلات خارجية
- ستيفن إيفانز على موقع الدوري الأمريكي (الإنجليزية)
- ستيفن إيفانز على موقع قاعدة بيانات كرة القدم.إي يو (الإنجليزية)
- ستيفن إيفانز على موقع Soccerway.com (الإنجليزية)